# Rolando García
Rolando Moisés García Jiménez (ur. 15 grudnia 1942) – chilijski piłkarz grający podczas kariery na pozycji obrońcy.

## Kariera klubowa
Karierę piłkarską Rolando García rozpoczął w klubie Deportes Concepción. W latach 1974–1975 był zawodnikiem CSD Colo-Colo. Z Colo-Colo zdobył Puchar Chile w 1974. W 1976-1977 ponownie występował w Deportes Concepción.

## Kariera reprezentacyjna
W reprezentacji Chile García zadebiutował 14 lipca 1971 w wygranym 3-2 spotkaniu o Copa Jose Felix z Paragwajem.
W 1974 roku został powołany przez selekcjonera Luisa Álamosa do kadry na Mistrzostwa Świata w RFN. Na Mundialu García wystąpił we wszystkich trzech meczach z RFN, NRD i Australią.
Ostatni raz w reprezentacji García wystąpił 25 czerwca 1975 w przegranym 1-3 towarzyskim meczu z Urugwajem. Od 1971 do 1975 roku rozegrał w kadrze narodowej 18 spotkań, w których zdobył bramkę.